# Passer castanopterus
Passer castanopterus là một loài chim trong họ Passeridae.